# 冠名权

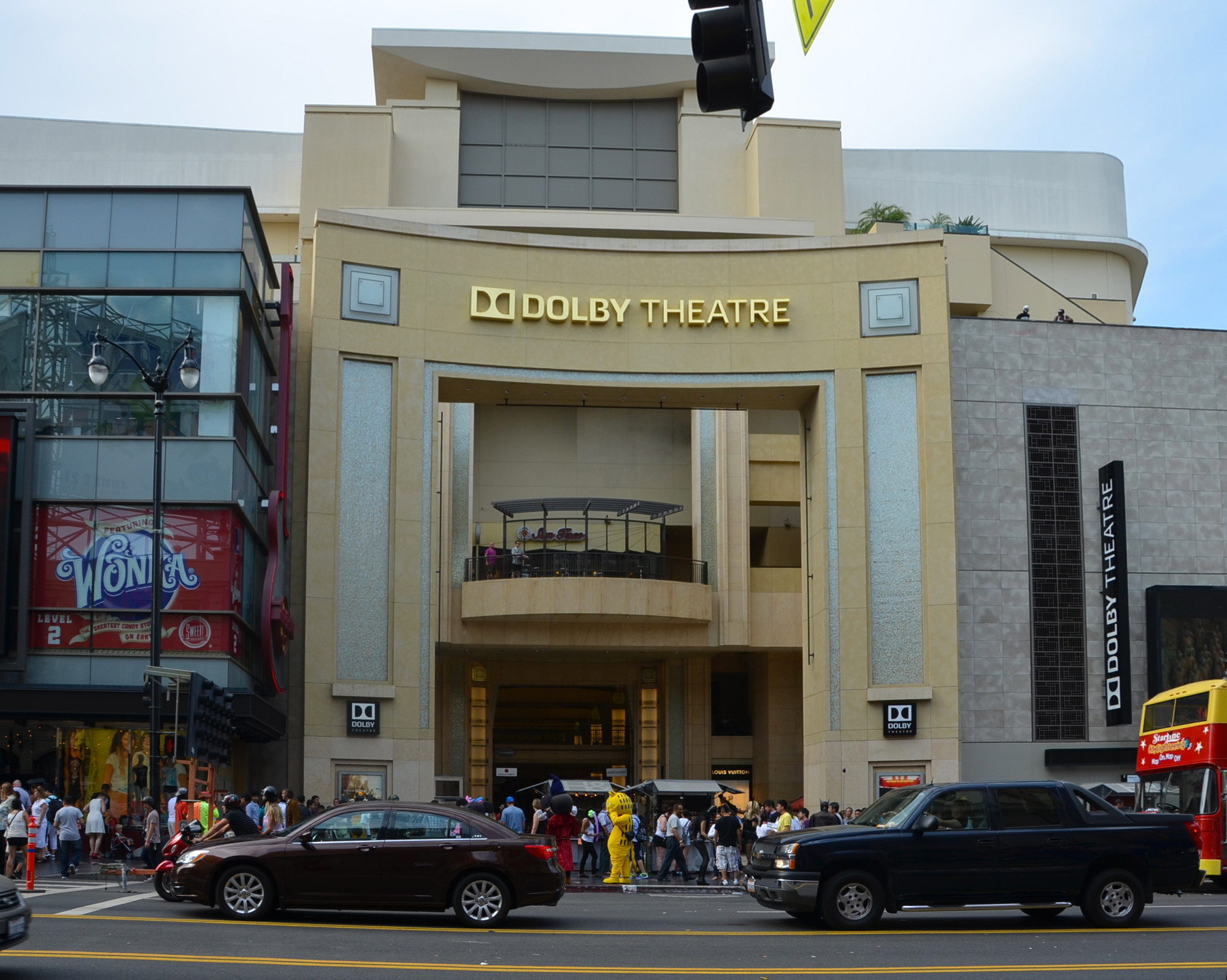
位於美國加州的杜比劇院，由杜比實驗室取得冠名權

冠名权，又稱命名權，是指公司购买某座場館（例如體育館、艺术馆或體育场等）或某個俱樂部、學校校舍、公共設施等建築物的命名权，這些場館或俱樂部的名字就會包含公司或品牌的名稱，亦或是冠上公司創辦人及相關人物的名字。通常冠名权有一定的期限，為3年到20年不等。甲骨文球館、安聯球場、上海哔哩哔哩篮球俱乐部、樂天桃園棒球場等就是典型的出售了冠名權的場館或俱樂部。除了硬體的命名權，某些體育賽事或綜藝、電視節目等也會出售命名權以換得贊助金。
在科學界，特別是天文學與生物學，首先發現某星體或生物物種的人也通常擁有命名權，可為其命名。